# 小平重吉

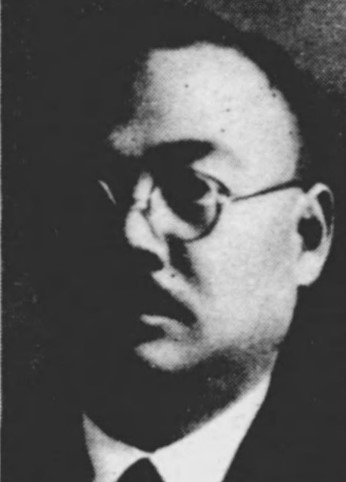
小平重吉

小平 重吉（こだいら じゅうきち、1886年9月10日 - 1960年4月3日）は、栃木県出身の日本の政治家、実業家。

## 来歴・人物

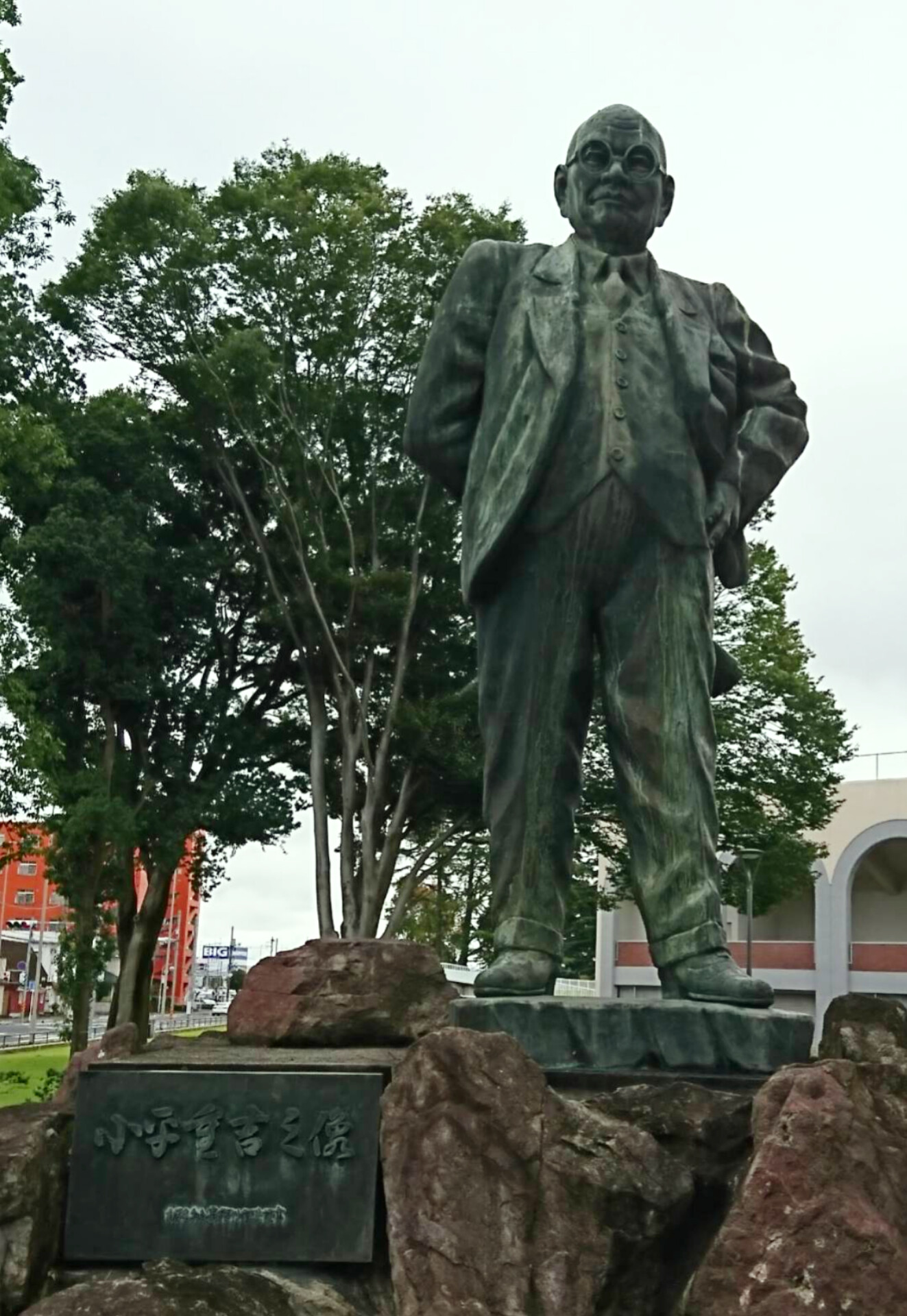
県総合運動公園の工事図面を手に陣頭指揮を執る小平重吉の銅像

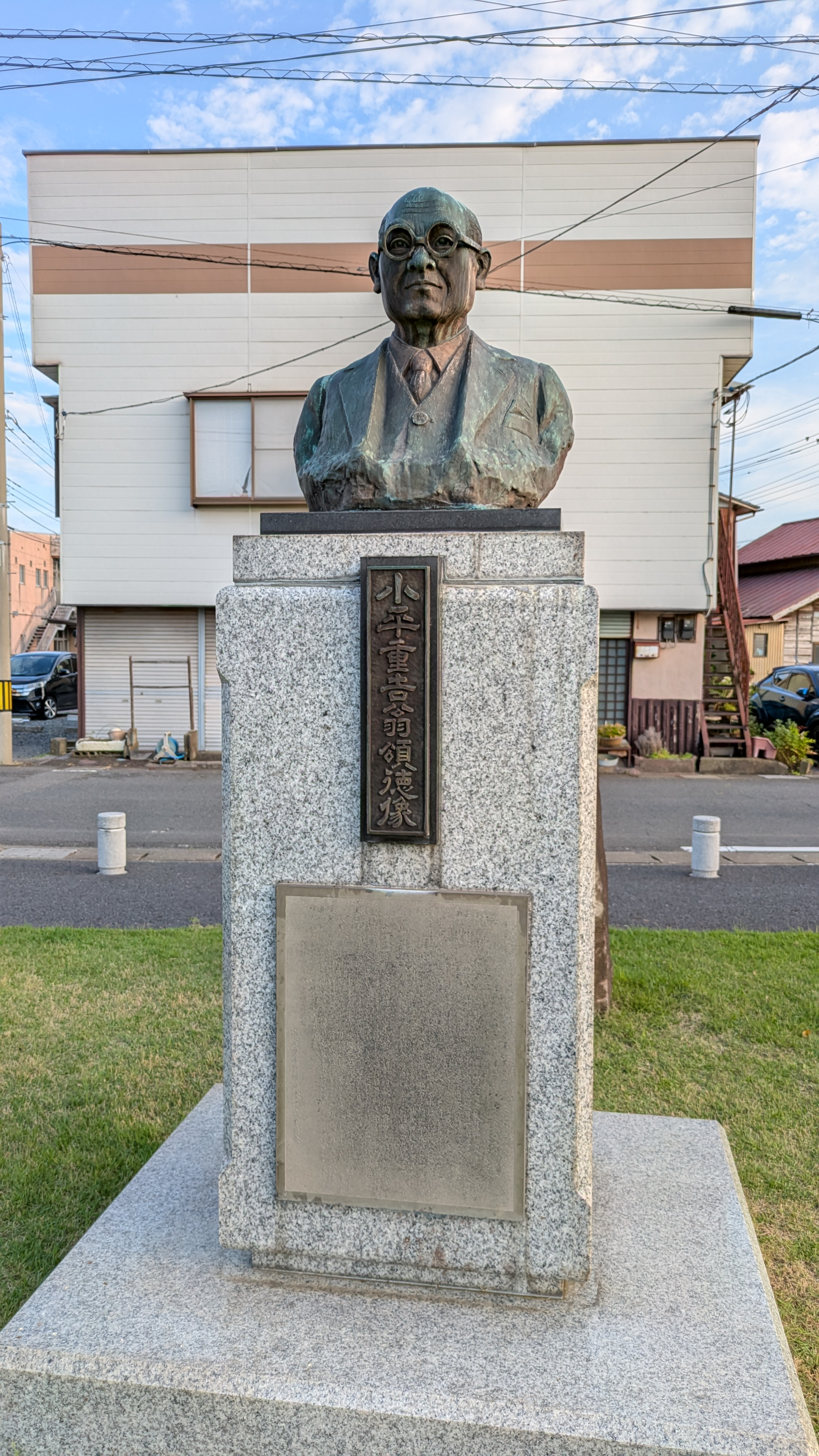
初代公選栃木県知事・小平重吉の胸像（石橋にぎわい広場）

1886年（明治19年）9月10日、栃木県下都賀郡石橋町（現下野市）に生まれる。宇都宮農学校卒業、明治大学予科を中退。1927年（昭和2年）の栃木県会議員選に立候補し当選し3期務める。1930年からは6年間は石橋町長も兼任した。
1937年（昭和12年）には第20回衆議院議員総選挙に立候補し当選。1942年（昭和17年）の第21回衆議院議員総選挙（翼賛選挙）では推薦に漏れ落選した
。1947年（昭和22年）4月に初代公選栃木県知事に当選。
同年9月の昭和天皇の戦後巡幸では随行役を務めた。この際、本来の予定にはなかった那須郡、塩谷郡への行幸を実現させるために尽力している。
県政では終戦後の食糧難・就職難問題のほか、3年連続で大型台風や今市地震に見舞われたが、水害復旧工事で全国的に例のない立替払いを断行。総合運動場・五十里ダム・日光いろは坂・鬼怒川大橋・川治発電所などの建設を推進し、社会福祉面では母子家庭生業貸付条例を実施するなど県政に業績を残した。
健康上の理由で2期目任期途中の1955年（昭和30年）2月に辞任、1960年（昭和35年）4月3日、東京の慶應病院にて死去。享年73。同月8日に宇都宮市内にて関係会社や自民党栃木県連などによる合同葬が営まれた。

実業家として、1919年に石橋自動車商会設立、1923年には関東自動車の設立に関わり、1939年に「小平重工業」（のち小平産業）を設立。栃木貨物自動車や栃木合同タクシーなども設立した。
加藤武男（元三菱銀行頭取）と共に、日光カンツリー倶楽部の基を築き、毎年春には小平杯が行われている。
栃木県総合運動公園内の第2陸上競技場南側に、小平の銅像がある。生まれ故郷・旧石橋町役場の敷地内にも胸像が設置された。

## 親族
長男の小平久雄は衆議院議員となり、総理府総務長官、労働大臣、衆議院副議長等を歴任した。